# Wairarapa United
Wairarapa United ist ein neuseeländischer Fußballklub aus Masterton in der Region Wellington.

## Geschichte
Der Klub entstand im Jahr 1996 aus der Fusion von einem Team aus Carterton sowie dem kurz zuvor wieder eigenständig gewordenem Masterton United.
Nachdem die erste Männer-Mannschaft in der Division 2 angefangen hatte, ging es bereits zur Saison 1999 hoch in die Division 1 und ab der Saison 2002 spielte man dann auch in der Central Premier League. Nachdem man zur Saison 2004 kurzzeitig wieder runter musste, spielte man ab der Runde 2006 wieder dauerhaft in der höchsten regionalen Spielklasse. In der Saison 2008 gelang hier sogar einmal die Meisterschaft. Zudem gelang es in der Saison 2011 es bis ins Finalspiel des Chatham Cups zu kommen und hier mit 2:1 über die Napier City Rovers zu obsiegen. Danach hielt man sich weiter stets in den oberen Rängen, die besten Ergebnisse danach waren aber nur noch zwei zweite Plätze in den Spielzeiten 2015 und 2017. 
Ab der Saison 2021 bekam man als Teil der Central League dann auch die Möglichkeit im System der wiedereingeführten National League zu spielen. Mit 24 Punkten gelang in dieser Saison dann auch ein ordentlicher fünfter Platz. Jedoch musste man sich am Ende der Saison vom Spielbetrieb zurückziehen. Fortan wolle man sich auf die U-17-, Frauen- und weitere Jugendmannschaften konzentrieren. Bereits zuvor hatte man sich auf einen stärken Austausch von Spielern sowie einer möglichen Fusion mit dem Greytown FC beschäftigt.